# Appius Claudius Pulcher (Kr. e. 212)
Appius Claudius Pulcher (? – Kr. e. 212) római politikus, a patricius Claudiusok nemzetségének tagja, a Kr. e. 249-ben consuli rangot viselő Publius Claudius Pulcher fia volt. A második pun háború során ívelt fel karrierje, és ekkor is halt meg.
Kr. e. 217-ben aedilis volt, Kr. e. 216-ban katonai tribunusi rangban részt vett a katasztrofális vereséggel végződő cannaei csatában. A vereség után Scipióval együtt a sereg maradékai Canusiumban főparancsnokká kiáltották ki. Kr. e. 215-ben praetori megbízást kapott, ilyen minőségben a hadsereg maradványait Szicília felé vezette, hogy megakadályozza Hierón unokája, Hieronümosz csapatainak és Hannibal hadainak egyesülését. Nem járt sikerrel, de Kr. e. 214-ben is a szigeten maradt propraetori rangban, Marcus Claudius Marcellus legatusaként; a hadműveletek során a leontinói tábor és a flotta tartozott felügyelete alá. Kr. e. 212-ben consulként társával, Quintus Fulvius Flaccusszal az átállt Capua ostromára indult. Ezt félbehagyva még hivatali évének lejárta előtt visszatért Rómába, ahol kijelölte a következő év consulait, majd egy évre meghosszabbított parancsnoki megbízással visszatért Capua alá. Itt röviddel a város kapitulációja előtt összecsapott a punokkal, és az ütközetben halálos sebet szerzett; halála előtt hiába próbálta lebeszélni consultársát a capuaiak elleni véres bosszúról.
Három fia ismert: Appius Kr. e. 185-ben, Publius Kr. e. 184-ben, Caius pedig Kr. e. 177-ben volt consul, Kr. e. 169-ben pedig censor.